# 臺中捷運塔吊撞擊事故
臺中捷運塔吊撞擊事故，國家運輸安全調查委員會（運安會）稱臺中捷運公司第03/04車組豐樂公園站重大鐵道事故，發生於2023年5月10日的臺中捷運綠線豐樂公園站南側路段，肇因於路軌旁興富發建設建案工程的塔式起重機倒塌，造成1人死亡、10人受傷。為台灣史上首起涉及無人駕駛系統的重大外物入侵事故。

## 經過
2023年5月10日12時27分，位於台中市南屯區豐樂公園站附近的興富發建設建案「文心愛悅」工地所使用的塔吊吊臂疑似因固定方式不當自31樓高處墜落，砸破隔音牆，掉落於台中捷運綠線軌道上，離開豐樂公園站南下開往高鐵台中站的編組03/04捷運列車撞上軌道上的吊臂，車廂受損，造成一人死亡，十人受傷，04號車廂毀損。傷者被送往鄰近的中山醫學大學附設醫院及林新醫院救治。其中一名乘客林淑雅被發現時在車廂底下，已身亡。
5月11日，台中捷運公司公布事發當時於月台及列車內的監視器畫面：10日中午12時26分50秒列車進站，站外建案作業的吊臂12時27分04秒砸穿軌道隔音牆後掉落在鐵軌上，站內保全員27分14秒向站長回報，列車27分22秒執行關門作業，27分26秒隨車人員通報行控中心並以鑰匙開啟行車控制面板進行手動煞車，27分30秒列車離站，27分45秒列車撞上軌道障礙物自動減速，27分52秒列車完全煞停。
台中捷運列車為自動駕駛，事發過後中捷公司初步回應說明，列車上都有隨車員，獲通報與撞擊在差不多時間點，12時27分吊臂掉落，位置離捷運站不到200公尺，12時28分列車因無法即時煞車而撞上。整體肇因將由國家運輸安全調查委員會調查。另外中捷公司指出，因吊臂是砸到隔音牆、不是直接砸到軌道，軌道沿線沒有入侵偵測系統，如果沒有伴隨其他狀況，例如影響電力或軌道設備，就不會有相關告警。

### 現場狀況
一名乘客表示，當時台中捷運公司未採取合適的方式疏散乘客，未打開人工通道；一位乘客在現場直播表示「見到自己父親頭部滴血手還會抖」。
最初外界以為是吊臂砸中車廂，當時同行一位在車頭的加拿大籍乘客接受訪問表示，事發當下列車停靠在豐樂公園站，列車門是打開的，隨後聽到一聲巨響有東西掉落軌道，此時列車門關上，列車內的工作人員大喊「不要開車」，但列車依舊向前行駛未能及時反應，接著就撞上吊臂。
另外一名乘客在社群媒體寫下經過，當時他們在最後一個車廂，聽到「碰」一聲後全部的人都往後面跑，而前面的車廂被鐵架砸中 ，瞬間門板和玻璃四處噴飛。所有乘客都聚在最後一節車廂中，發文者之後撥打110求救，並協助警察清點傷患。

## 後續
臺中捷運於案發採取局部營運措施，市政府站至九張犁站間暫停營運，只行駛北屯總站到市政府站及九張犁站至高鐵台中站。經拆除變形隔音牆、拖離事故列車後，於5月11日全線正常行駛準時發車。

### 各方反應
臺中市市長盧秀燕要求工地即刻停工，市民的安全沒有妥協的空間。
中華民國總統蔡英文向罹難者及家屬表達哀悼之意，並請衛福部提供傷者最好的救護，期盼傷者早日康復。
興富發建設發佈聲明：「文心愛悦建案係委託專業廠商宇球國際興業有限公司承攬執行塔吊拆除工程，不慎發生意外，波及台中捷運車廂，造成人員傷害，公司深表遺憾，該公司就相關法律責任絕不推卸，對受傷之傷患，必盡最大的慰問及關懷，有關捷運的修復改善，也將會同市政府專業單位修繕，讓捷運儘速通車，保障人民的權益」。
臺中市政府都市發展局表示，勒令興富發九個建案即刻全面停工及實施安檢、重新審閱申請書，由第三公正單位確認安全無虞，並報都發局同意後，才可繼續其施工計畫。
民主進步黨籍南投縣立法委員蔡培慧在其臉書表示哀悼，林淑雅與她是二十多年的好友，曾一同出任立委助理，並在法律及人權議題上並肩作戰多年，對工安意外導致人命傷亡表示不捨。立委伍麗華也同表哀悼。

### 其它捷運系統之應對

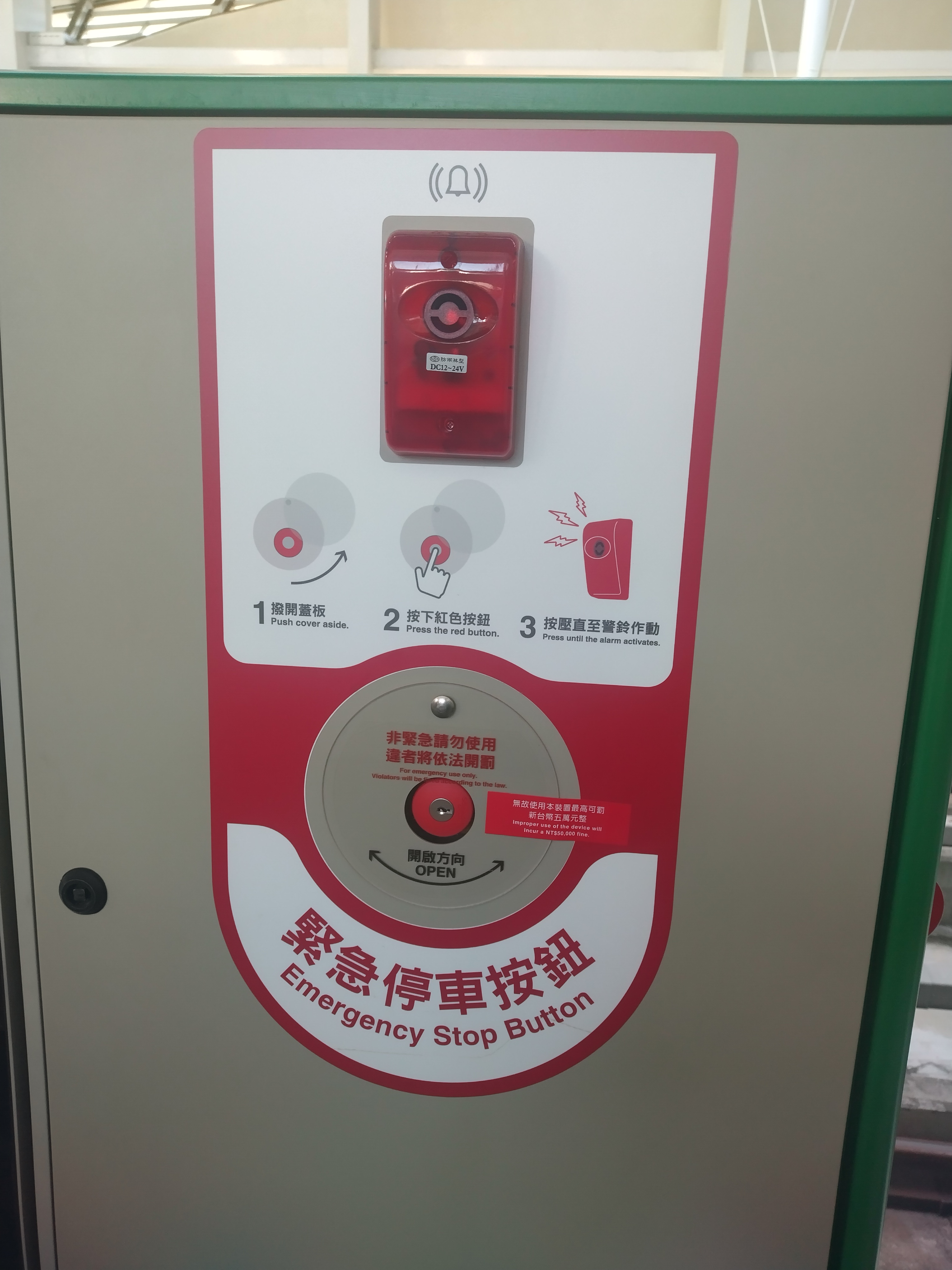
台中捷運月台上的緊急停止按紐

事故發生後，中央社整理出臺灣現行各捷運公司的沿線安全規範、應變緊急狀況及安全措施。
臺北捷運公司總經理黃清信在臺北市議會接受質詢上回應，臺北捷運文湖線與中捷同樣為自動駕駛系統，現有應變措施確實來不及處理，異物偵測要有實體接觸才會有反應，將研議新機制，授權站務人員及保全遇到緊急狀況，優先透過比如隨身物品阻擋車門或月台門的方式切斷電力，阻止列車開出去之後再通報。另外截至2023年4月底，北捷沿線範圍列管高架、地下及平面路段建案共197案，其中有45案為高架段，均透過「捷運鄰近建物巡查系統」，每個月會對所轄工程處全面巡查，掌握毗鄰捷運沿線50米範圍內是否有未通報工程等狀況。
桃園捷運公司同樣清查沿線，共有41處建案，已納入重大工安巡檢重點，並拍照紀錄，另外桃園機場捷運列車有司機員，駕駛室內有緊急停車按鈕，將會強化回報機制，沿線軌道若有異物，或列車前方視線內出現異狀，都須提高警覺立刻處置、回報，確實維護人車安全。
新北捷運公司表示，全線列管建案有8處，已全線巡查，沒有發現異狀。
正要動工的高雄捷運黃線同樣為自動駕駛系統，高雄市議員黃捷以及白喬茵提醒和要求，高雄捷運一定不能重蹈覆轍並且要完善積極地預防，高雄市政府捷運工程局局長吳義隆在高雄市議會答詢說明時給出三個承諾，高雄捷運公司也已經全面檢查及掌握高架段路線上的建案。另外，高雄捷運於官方網站公告說明運行中的橘線及紅線的安全措施準則。
5月14日，台中捷運檢討應變流程，將研議增設月台緊急按鈕和智慧型障礙物辨識裝置，同時改進3項緊急應變，包括強化險阻手勢、緊急防止列車離站流程以及縮短手動面板鑰匙使用時間。中捷在完成9項SOP精進作為，包含隨車員指差確認及3秒開蓋的訓練後，於6月6日將全天開啟的駕駛蓋板蓋上，加註警告標語不上鎖。
9月2日，台中捷運表示將在所有站台安裝緊急停止按紐。2024年6月20日，針對運安會建議台中捷運安裝緊急停止按紐，台中市交通局長葉昭甫表示所有月台皆已安裝。

### 求償
2023年7月，臺中市政府與中捷公司向興富發建設求償2.6億臺幣，並於7月做過兩次協調，最終破局。在破局後，雙方同意請求仲裁。9月，市政府向中華民國仲裁協會正式聲請仲裁，並於10月組成仲裁庭。
2024年1月16日，仲裁結果出爐，仲裁協會仲裁結果為興富發建設、齊裕營造、宇球國際及嘉謜工程行應給付約2.25億元予台中市政府、台中捷運公司，台中市府獲賠2.12億元、中捷約為1264.73萬元。

### 其他事件
5月11日，台中捷運公司代理董事長林良泰在事故說明記者會上，於默哀完後提出要為中捷團隊「鼓鼓掌、拍拍手」，被批評「提油救火」、「冷血」。12日，林良泰請辭，臺中市政府准辭。
5月15日，總經理莊明聰在臺中市議會接受質詢時脫口說出「我們倒楣」，雖然隨即改口道歉，仍引起議員林祈烽批「心態可議」。
7月10日，以台灣人權促進會為首的三十餘公民團體，抗議臺中市政府調查態度過度消極，要求市政府公開事故相關資料、並要求相關單位負起對應責任。在市政府7月底提交事件處置報告後，公民團體與市議會交通地政委員會召集人陳淑華指責該報告沒有釐清事故責任；市政府則回應會在運安會發表調查報告後釐清事故責任。
9月18日，臺中市政府准許「文心愛悅」建案復工，但要求興富發完成損害賠償，才能申領使用執照。
編組03/04捷運列車因為受損嚴重，臺中捷運決定在不影響營運情況下報廢，並停放置臺中捷運北屯機廠的維修機廠內，然而目前在跟興富發建設的保險公司求償，因此目前列車所有權暫交由保險公司處理。

## 調查
事發當日，台中地檢署檢察官抵達現場後指示警方，帶回工地現場負責人、包商及工人等8人至派出所說明及製作筆錄，以釐清事發原因及責任。警方經漏夜偵訊，依傷害、過失致死、公共危險等3罪將吊車公司8名人員移送檢方複訊。檢察官偵訊以後，命令工地負責人蔡某、吊車業者、指揮吊車的人員、許某四人具保，其餘人士請回。
5月12日，在臺中市議會的交通地政業務質詢中，中捷公司提出事故初步檢討報告。對於林淑雅在事故後51分鐘才被發現，是否錯失黃金救援時機，總經理莊明聰坦承，現有標準作業流程（SOP）遇事故後只檢視車廂內，車底下空間未列檢查範圍，「會檢討改進」。
5月13日，前立法委員陳柏惟的團隊於捷運站勘查，發現各月台均設有「緊急斷電按鈕」可讓列車停止運作，但中捷公司說明時未提及此機制。經記者訪問，中捷表示該按鈕並非緊急剎車裝置，僅在維修時使用，若列車停在月台時按下該按鈕，列車確實會停止，若已出發則會持續滑動。
5月30日，運安會發布「重大事故調查期中安全通告」，對事故意外的可能肇因尚無結論，先行提出「營運單位擬定異物入侵軌道預警」及應變措施等2項安全即時改善建議。運安會代理執行長蘇水灶表示，11月發布事實資料報告，2024年5月公布調查報告分析、結論與改善建議。
6月2日，勞動部職業安全衛生署公佈對興富發所屬施工中30個建案的調查結果，該公司共違規52項次、停工15次，開罰新台幣252萬元。
7月21日，臺中市議會成立「中捷事件發生處理調查專案小組」，並要求臺中市政府提交調查報告。25日，臺中市政府對議會提交事件處置報告。
11月29日，運安會發表事故事實資料報告。
2024年6月20日，運安會公布調查報告，並對相關單位提出建議。

## 參看
- 臺中捷運綠線鋼梁墜落事故
- 北迴線太魯閣號列車出軌事故
- 麥加起重機倒塌事故
- 上海地铁11号线遭吊车侵入事故

## 外部連結
- 臺中捷運公司列車豐樂公園站撞及異物事故-國家運輸安全委員會 （页面存档备份，存于）
- 710 討真相要究責行動. . sites.google.com.   [2024-01-12]. （原始内容存档于2024-01-12）.